# Weidenbruch (Naturschutzgebiet)
Koordinaten: 50° 43′ 23″ N, 7° 53′ 41″ O

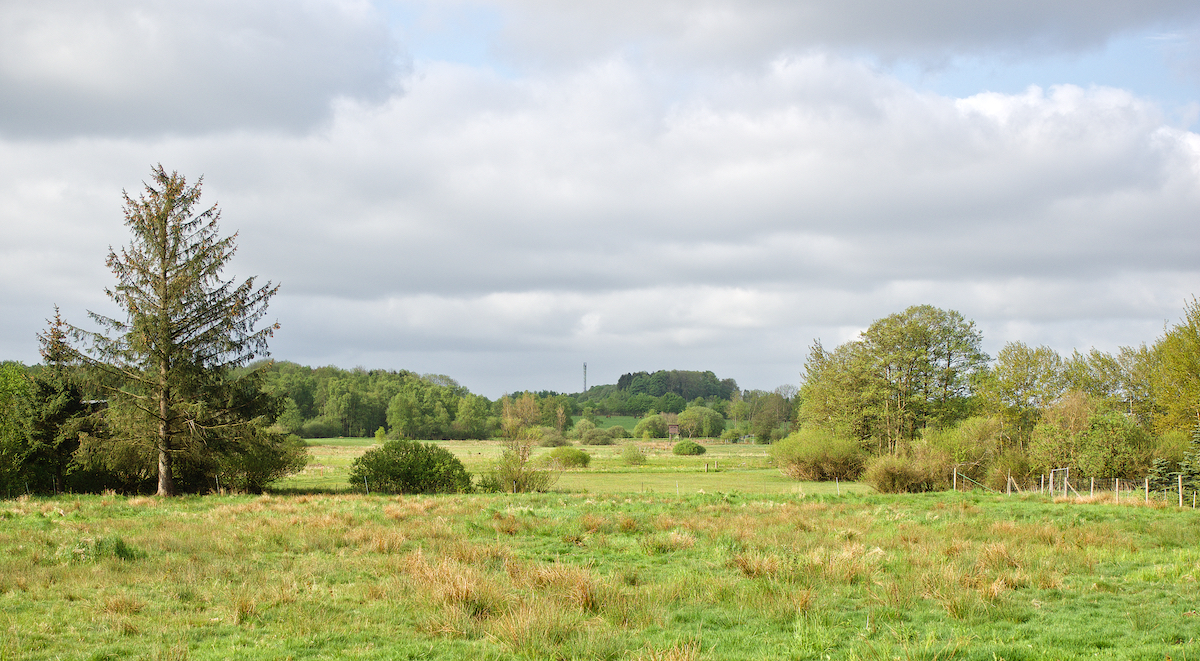
Naturschutzgebiet Weidenbruch (Mai 2016)

Das Naturschutzgebiet Weidenbruch liegt im Landkreis Altenkirchen (Westerwald) in Rheinland-Pfalz. Das etwa 27 ha große Gebiet, das im Jahr 1984 unter Naturschutz gestellt wurde, erstreckt sich östlich der Ortsgemeinde Elkenroth. Am nördlichen Rand fließt der Elbbach, am südwestlichen Rand verläuft die Landesstraße L 287. Unweit nördlich des Gebietes verläuft die L 286. Östlich grenzt der 8 ha große Elkenrother Weiher an.